# Ectoedemia platanella
The Sycamore Leaf Blotch Miner (Ectoedemia platanella) là một loài bướm đêm thuộc họ Nepticulidae. Nó được tìm thấy ở phần phía đông của Hoa Kỳ.
Sải cánh dài 5.5–7 mm.

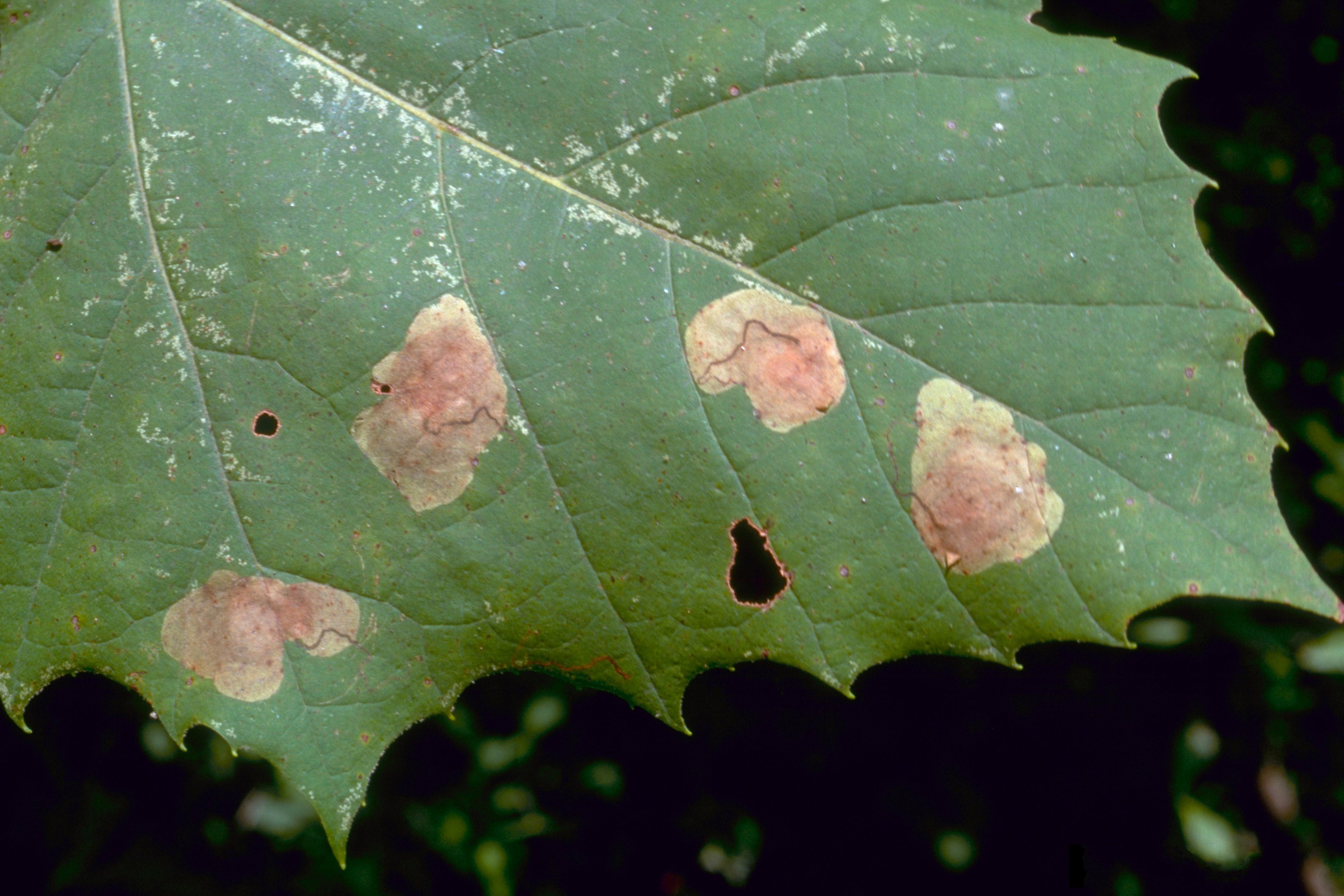
Ectoedemia platanella mine

Ấu trùng ăn Platanus species. Chúng ăn lá nơi chúng làm tổ. 